# Kreisgericht Wehlau
Das Kreisgericht Wehlau war ein preußisches Kreisgericht in der damaligen Provinz Preußen mit Sitz in der Kreisstadt Wehlau.

## Geschichte
In Bezirk des Kreisgerichts Wehlau bestanden bis 1849 das königliche Land- und Stadtgericht Wehlau sowie viele Patrimonialgerichte.
1849 wurden in Preußen einheitlich Kreisgerichte geschaffen. Hierbei wurde die Patrimonialgerichtsbarkeit abgeschafft und die Patrimonialgerichte wurden aufgehoben. Auch die eingangs genannten Gerichte wurden aufgehoben und es entstand das Königliche Kreisgericht Wehlau im Sprengel des Ostpreußischen Tribunals zu Königsberg. Es war für den Landkreis Wehlau sowie den Kreis Gerdauen zuständig.
Schwurgerichtssachen wurden auch für das Kreisgericht Labiau am Kreisgericht Wehlau verhandelt. Am Gericht waren 1870 ein Direktor und zwölf Kreisrichter eingesetzt. 1870 betrug die Zahl der Gerichtseingesessenen 87.317. Gerichtskommissionen wurden in Allenburg, Gerdauen, Nordenburg und Tapiau eingerichtet.
Im Rahmen der Reichsjustizgesetze wurde das Gerichtswesen in Deutschland 1879 vereinheitlicht. Damit wurde das Kreisgericht Wehlau aufgehoben und das königlich preußische Amtsgericht Wehlau mit Wirkung zum 1. Oktober 1879 als eines von acht Amtsgerichten im Bezirk des Landgerichtes Königsberg als Nachfolger gebildet.